# Orceína
La orceína (término usual que no aparece en el Diccionario de la Real Academia, donde sí aparecen los términos orcina y urchilla) es un colorante de color rojo violáceo (púrpura) que se extrae de forma natural de diversos líquenes (orchella).
Es conocido por su olor tan particular y extravagante que, después de una  exposición prolongada, puede llegar a inhabilitar la pituitaria temporalmente, incapacitándola para detectar otros olores. Aunque no está probado, se han dado casos en los que una exposición de más de 12 horas puede dañar a la pituitaria permanentemente.
Es una sustancia que se utiliza para teñir y ver las distintas fases de los cromosomas en división celular. Con esta técnica de tinción se pueden ver los cromosomas impregnados por la orceína acética en color morado y de esta manera poder observar las diferentes etapas de la mitosis; esto facilita la visualización de las etapas del ciclo celular.
Su composición no está muy clara actualmente. La producción de orceína comenzó en 1758, fue patentado anteriormente en 1766, siendo la patente 727 en Gran Bretaña. La síntesis artificial es descrita por Cocq en el año 1812 Los componentes químicos de la orceína se elucidaron en la década de 1950 por Hans Musso. Uno de sus componentes el Orcinol se extrae del liquen archil denominado Roccella tinctoria.
La orceína A es un colorante que 
reblandece las membranas celulares, 
mata las células y detiene el proceso de división. La orceína B completa el proceso de tinción.
En la novela Garoé de Alberto Vázquez-Figueroa (2010) se narra una trama en torno a este colorante en la isla del Hierro.

## Galería

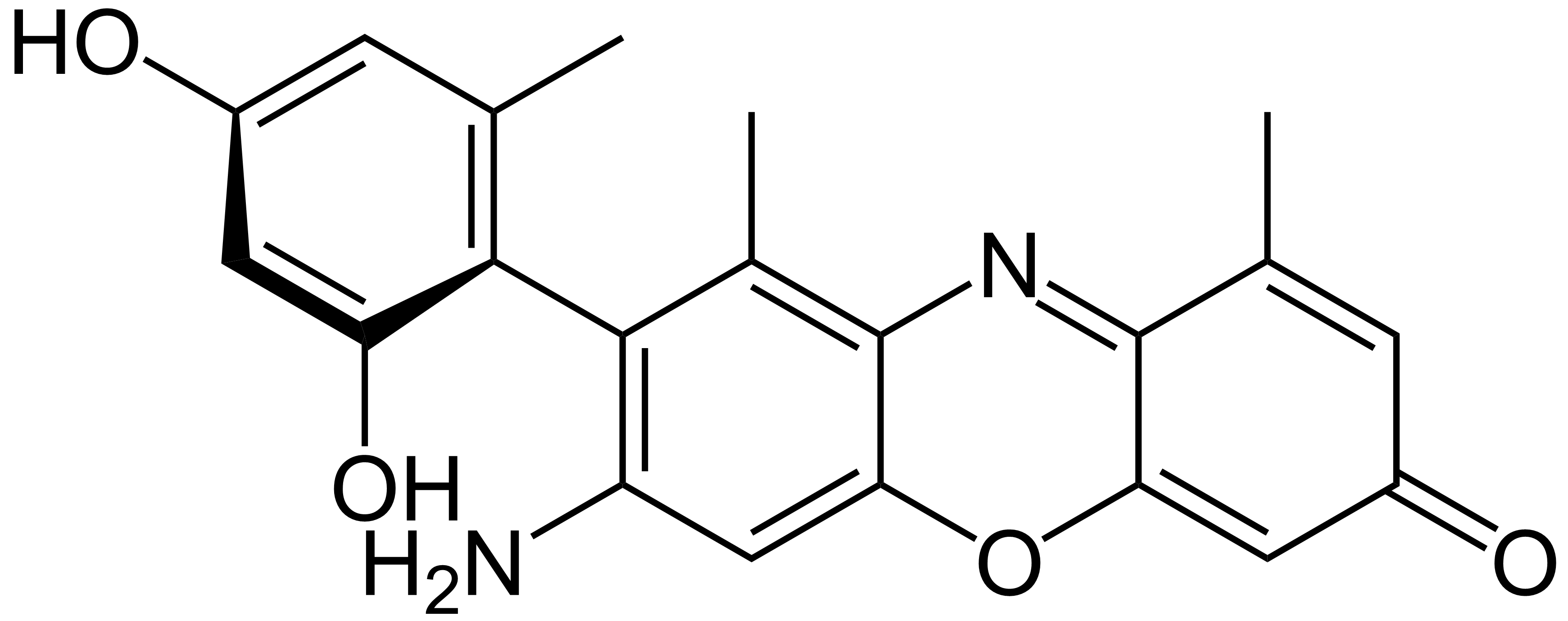
α-amino orceína
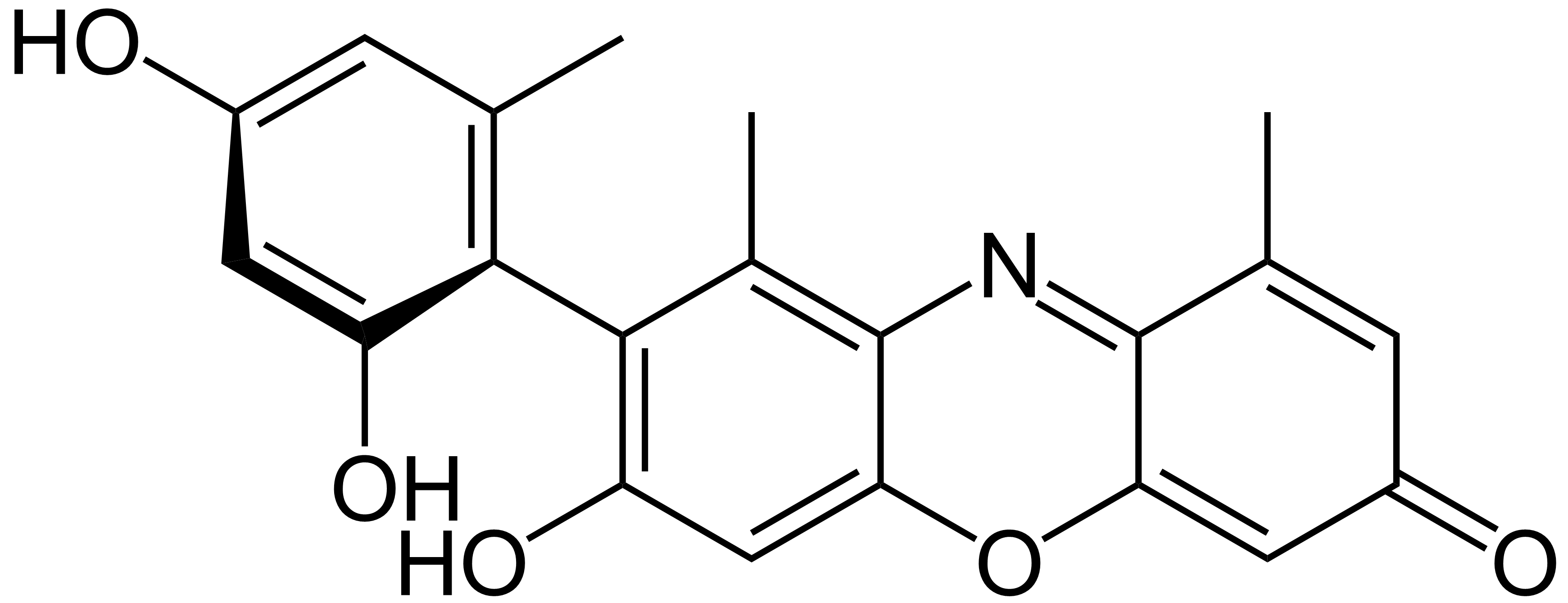
α-hidroxi orceína
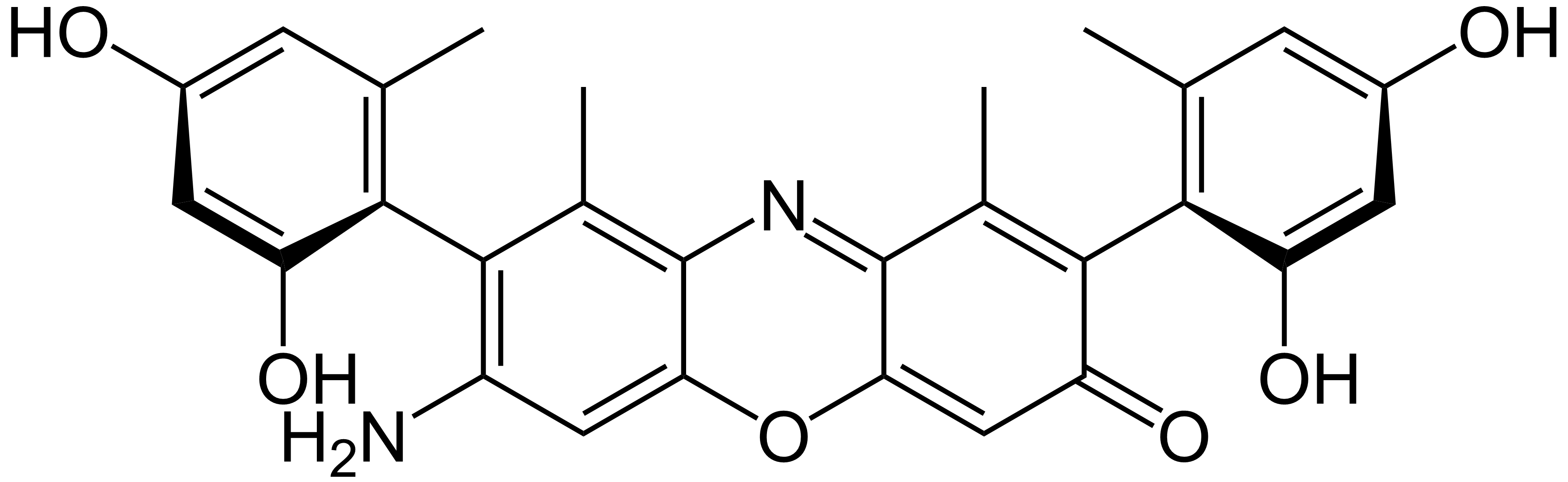
β-amino orceína
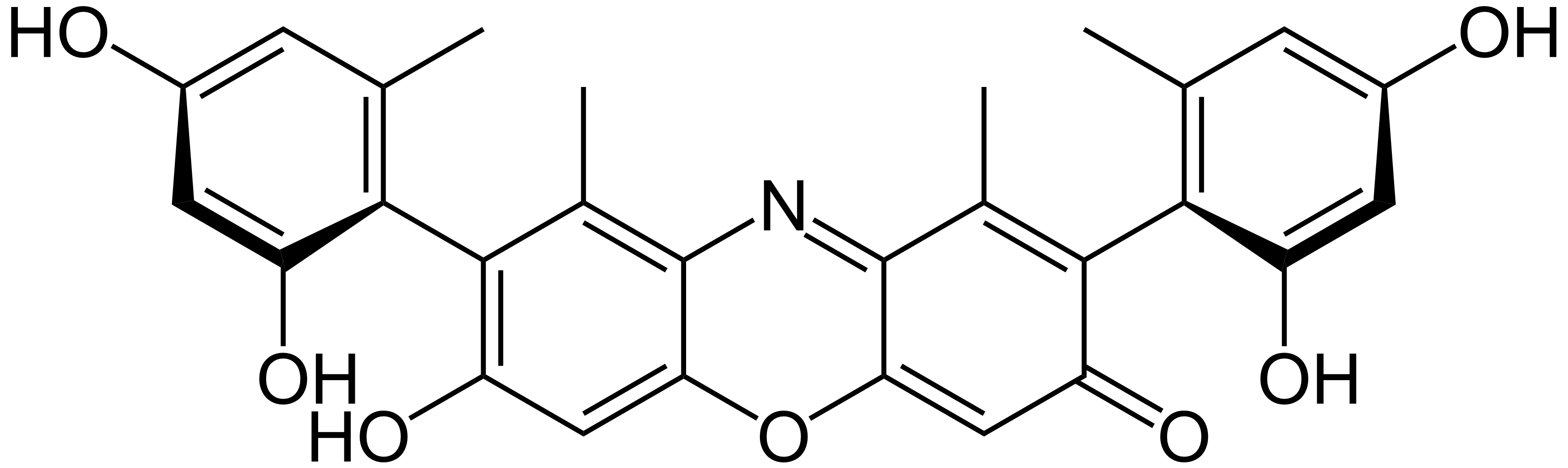
β-hidroxi orceína
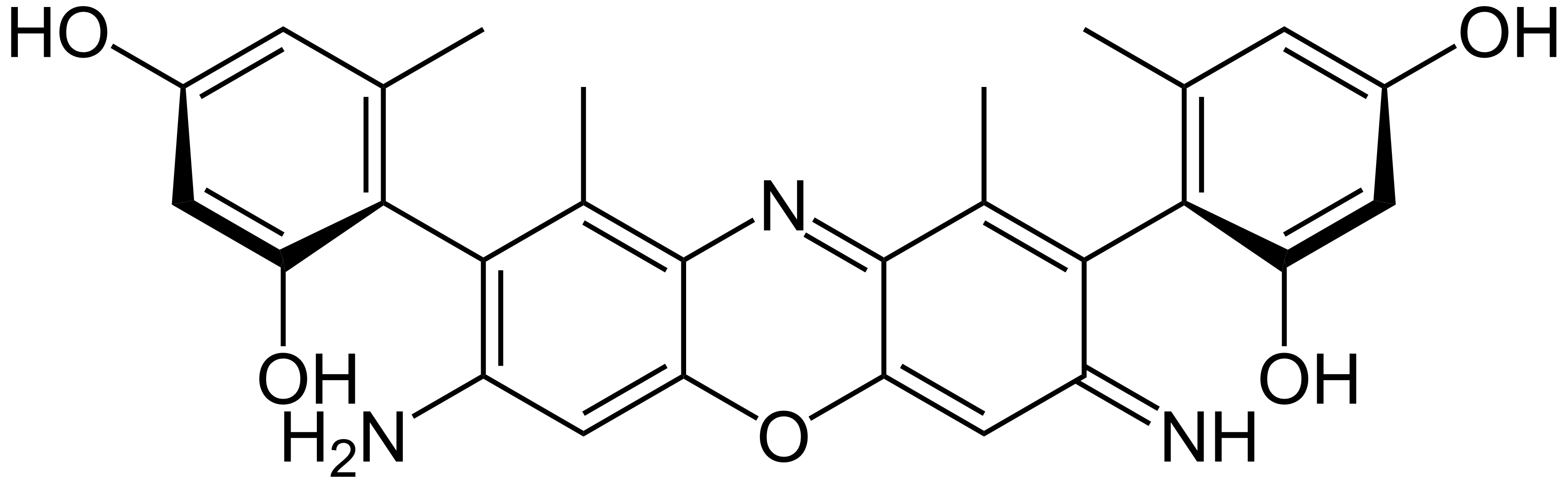
β-amino orceinimina
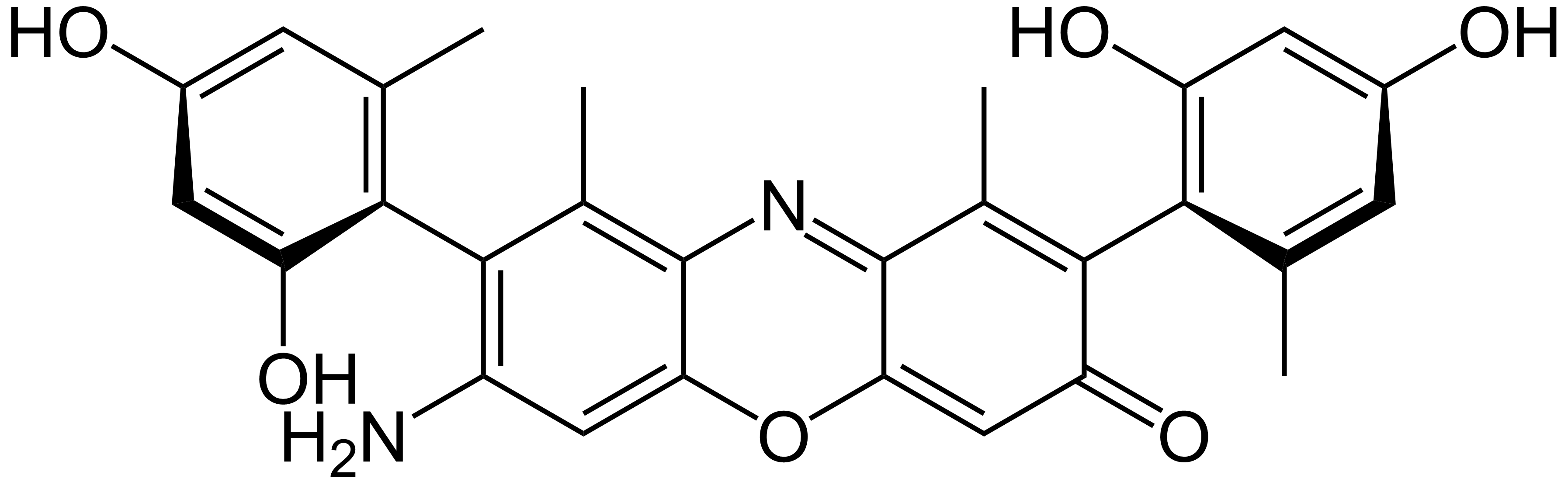
γ-amino orceína
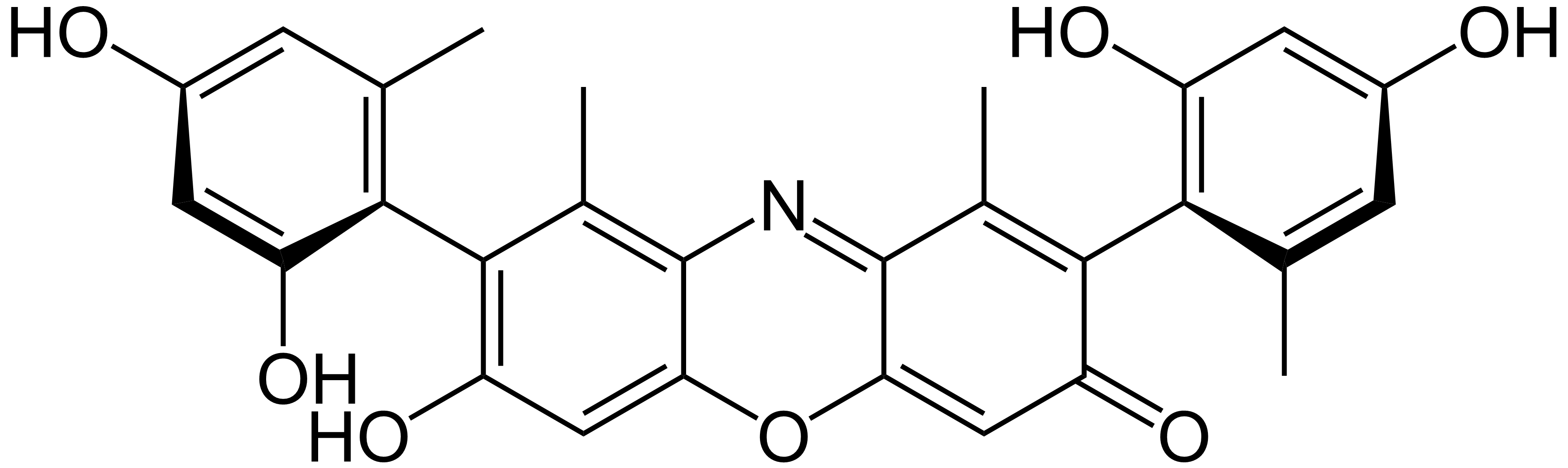
γ-hidroxi orceína
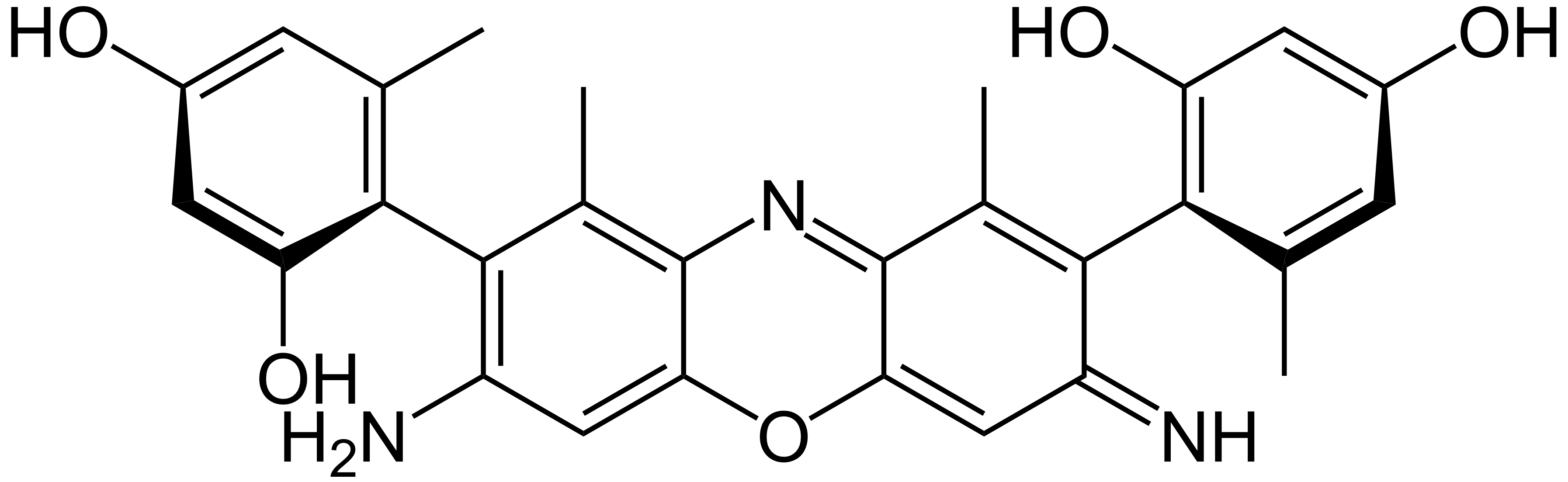
γ-amino orceinimina
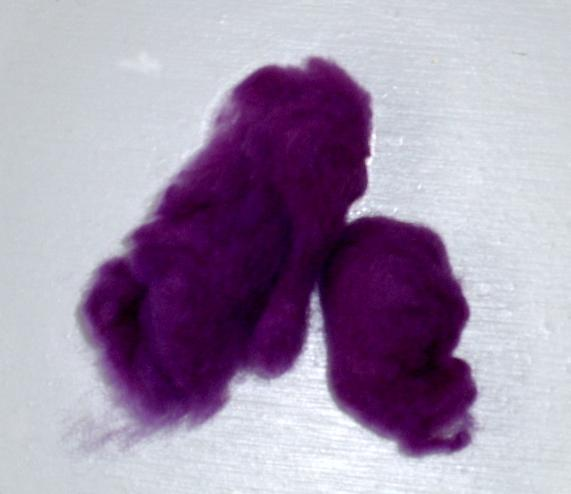
colorante orceína